# Nangolo Mbumba
Heinrich Nangolo Klein Mbumba (Olukonda (regio Oshikoto), 15 augustus 1941) is een Namibische politicus. Sinds 4 februari 2024, na de dood van president Hage Geingob, was Mbumba waarnemend president van Namibië. Op 21 maart 2025 werd hij opgevolgd door Netumbo Nandi-Ndaitwah, de vijfde president van Namibië sinds onafhankelijkheid in 1990.

## Loopbaan
Mbumba is lid van de South West Africa People's Organisation (SWAPO) en heeft leiding gegeven aan een aantal Namibische ministeries: Landbouw, Water en Plattelandsontwikkeling (1993–1996), Financiën (1996–2003), Informatie en Omroep (2003–2005, 2005–2010) en Veiligheid en Beveiliging (2010–2012). Van 2012 tot 2017 was Mbumba secretaris-generaal van SWAPO en sinds 2020 vice-president. Na zijn inzwering als president liet hij weten, zich niet kandidaat te zullen stellen voor de presidentsverkiezingen van november 2024. SWAPO droeg vervolgens mevrouw Netumbo Nandi-Ndaitwah voor als nieuwe vice-president en kandidaat voor het presidentschap.
Hij studeerde in de Verenigde Staten. Na zijn BSc in 1971 aan de Southern Connecticut State University behaalde hij in 1973 zijn MSc in biologie aan de Universiteit van Connecticut.
Sam Nujoma · Hifikepunye Pohamba · Hage Geingob · Nangolo Mbumba · Netumbo Nandi-Ndaitwah
- Bibsys: 90344993
- Bibliothèque nationale de France: cb13519968x (data)
- CiNii: DA06309726
- Gemeinsame Normdatei: 111873134
- International Standard Name Identifier: 0000 0000 6942 8671
- Library of Congress Control Number: n88293381
- Nationale Bibliotheek van Israël: 987007366675505171
- Nederlandse Thesaurus van Auteursnamen: 108466434
- Système universitaire de documentation: 050222279
- Virtual International Authority File: 74009039
- WorldCat: E39PBJg4rVy8Yd8jttpwgdDQbd